# Карл Гіпфінґер
Карл Гіпфінґер (нім. Karl Hipfinger, 28 жовтня 1905 — 20 квітня 1984) — австрійський важкоатлет.
Бронзовий призер Олімпійських Ігор 1932 року в категорії до 75 кг.